# مولده (شهر)
مولده (به لاتین: Molde) یک منطقهٔ مسکونی در نروژ است که در مولدا واقع شده‌است. مولده ۹٫۰۸ کیلومتر مربع مساحت و ۲۱٬۱۰۳ نفر جمعیت دارد و ۴ متر بالاتر از سطح دریا واقع شده‌است.

## نگارخانه

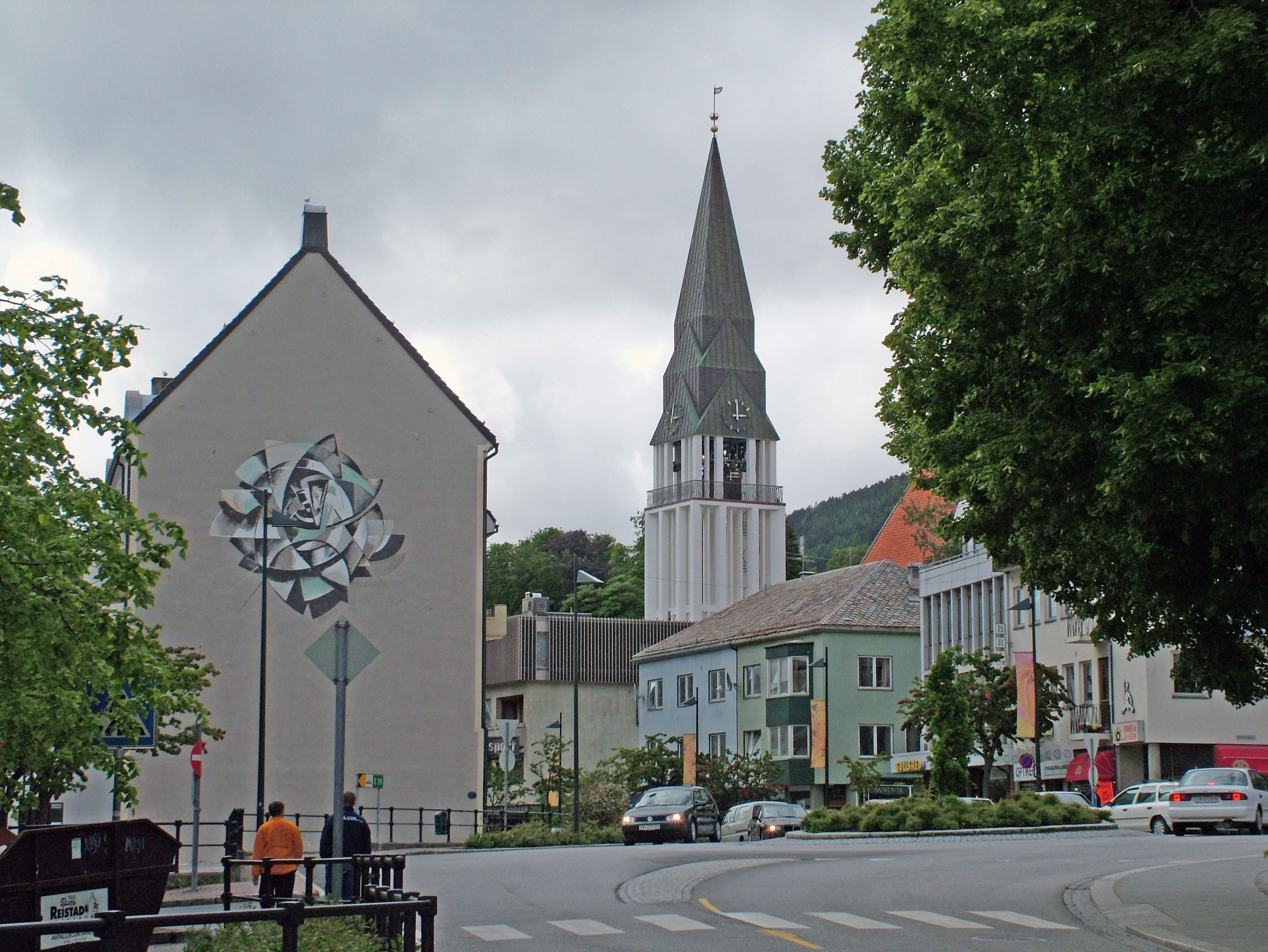
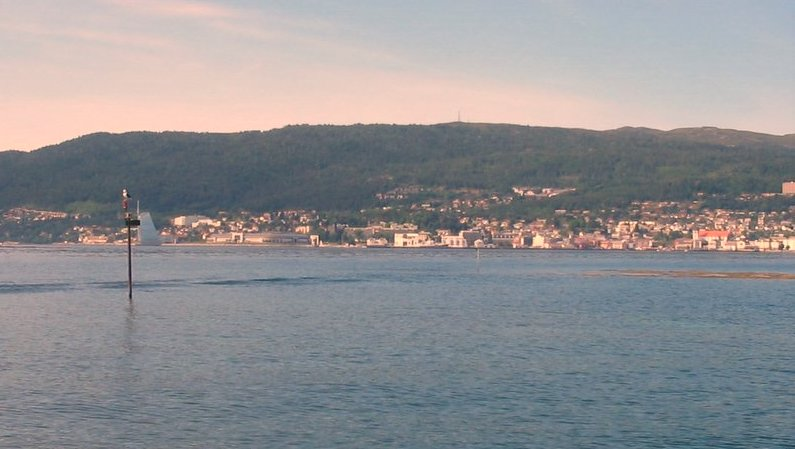